# Пандольфини, Эджисто
Эджисто Пандольфини (итал. Egisto Pandolfini; 19 февраля 1926, Ластра-а-Синья, Тоскана — 29 января 2019, Ластра-а-Синья, Тоскана) — итальянский футболист. Прежде известный по выступлениям за клубы «Фиорентина» и «Рома», а также национальную сборную Италии.

## Клубная карьера
Воспитанник футбольной школы «Фиорентины». В профессиональном футболе дебютировал в 1945 году выступлениями за главную команду этого клуба, проведя там один сезон, приняв участие лишь в 6 матчах чемпионата.
Впоследствии с 1946 по 1948 год играл в составе команд клубов «Эмполи» и СПАЛ. В 1948 году вернулся в «Фиорентину». На этот раз сыграл за «фиалок» четыре сезона. Большую часть времени, проведённого в составе «Фиорентины», был основным игроком команды.
В 1952 году заключил контракт с клубом «Рома», в составе которого провёл следующие четыре года своей карьеры. С 1956 по 1960 год защищал цвета клубов «Интернационале» и СПАЛ.
Завершил профессиональную игровую карьеру в клубе «Эмполи», в составе которого также уже выступал ранее.

## Карьера за сборную
В 1950 году дебютировал в официальных матчах в составе национальной сборной Италии. За сборную сыграл 21 матч, забив 9 мячей. В составе сборной был участником чемпионатов мира 1950 года и 1954 года в Швейцарии.